# Championnat d'Union soviétique de football 1947
Navigation
Saison 1946 Saison 1948
La saison 1947 de Pervaïa Grouppa est la 9e édition du championnat de première division en Union soviétique. Treize clubs sont regroupés au sein d'une poule unique où ils se rencontrent deux fois dans la saison, à domicile et à l'extérieur. En fin de saison, pour permettre le passage du championnat de 13 à 14 clubs, il n'y a pas de relégation et le meilleur club de deuxième division est promu.
Cette saison voit la victoire du CDKA Moscou, tenant du titre, après avoir terminé en tête du classement final, à égalité de points mais une meilleure différence de buts que le Dynamo Moscou et 7 points d'avance sur le Dinamo Tbilissi. C'est le 2e titre de champion d'URSS de l'histoire du club.

## Clubs participants
- Promu de deuxième division

| Club                      | Présent depuis | Classement 1946 | Entraîneur                                                                                |
| ------------------------- | -------------- | --------------- | ----------------------------------------------------------------------------------------- |
| CDKA Moscou               | 1936           | 1er             | Boris Arkadiev                                                                            |
| Dinamo Moscou             | 1936           | 2e              | Mikhail Yakushin                                                                          |
| Dinamo Tbilissi           | 1936           | 3e              | Andreï Jordania (ru)                                                                      |
| Torpedo Moscou            | 1938           | 4e              | Viktor Maslov                                                                             |
| Dinamo Léningrad          | 1936           | 5e              | Mikhaïl Okoun (ru)                                                                        |
| Spartak Moscou            | 1936           | 6e              | Albert Volrat (ru)                                                                        |
| Krylia Sovetov Moscou     | 1940           | 7e              | Abram Dangoulov (ru)                                                                      |
| Traktor Stalingrad        | 1938           | 8e              | Iouri Khodotov (ru)                                                                       |
| Zénith Léningrad          | 1938           | 9e              | Ivan Talanov (en)                                                                         |
| Krylia Sovetov Kouïbychev | 1946           | 10e             | Aleksandr Abramov (ru)                                                                    |
| Dinamo Minsk              | 1941           | 11e             | Ievgueni Ieliseïev (jusqu'en septembre 1947) Lev Kortchebokov (en) (après septembre 1947) |
| Dynamo Kiev               | 1936           | 12e             | Mikhaïl Boutoussov (en)                                                                   |
| VVS Moscou                | 1947           | 1er (D2)        | Anatoli Tarassov (jusqu'en août 1947) Sergueï Kapelkine (ru) (après août 1947)            |

## Compétition

### Classement
Le barème de points servant à établir le classement se décompose ainsi :
- Victoire : 2 points
- Match nul : 1 point
- Défaite : 0 point